# مانويل بريسيادو
مانويل 'مانولو' بريسيادو روبوليدو (بالإسبانية: Manolo Preciado)‏ (28 أغسطس 1957 – 6 يونيو 2012) كان لاعب كرة قدم إسباني ومدرب. كان يجيد اللعب في مركز الدفاع.

## حياته
ولد بريسيادو في إل أستيريلو، منطقة كانتابريا. لعب مع أندية رسينغ سانتاندر، ليناريس، ريال مايوركا وألافيس، في عام 2002 توفيت زوجة بريسيادو بسبب السرطان بعد ذلك بعامين توفي أحد أبنائه الذي يبلغ من العمر 15 عام بحادث سيارة أليم، أصاب الحزن بريسيادو الذي قال :«كنت على وشك إطلاق النار على نفسي».

## مسيرته الكروية
بدأ مسيرته الكروية عام 1977 مع نادي رسينغ سانتاندر الإسباني ولعب لهم لغاية عام 1982 سجّل هدفين في 115 مباراة، بعد ذلك انتقل إلى نادي ليناريس الإسباني ولعب لهم لمدة سنتان لغاية 1984 لعب خلالها 68 مباراة ولم يسجل أي هدف، ثم انتقل إلى نادي نادي مايوركا ولعب لهم موسم فقط لغاية عام 1985 لعب خلالها 16 مباراة ولم يسجل أي هدف، ثم انتقل إلى نادي ديبورتيفو ألافيس ولعب لهم لموسم واحد لغاية 1986 ولعب لهم 41 مباراة ولم يسجل أي هدف، بعد ذلك انتقل إلى نادي أورينس الإسباني ولعب لهم لغاية 1987، ثم انتقل إلى نادي خيمناستيك ولعب لهم إلى غاية 1992، واعتزل كرة القدم بعد ذلك بعمر 35 عام.

## مسيرته التدريبية
بدأ مسيرته التدريبية عام 1995 وحتى وفاته عام 2012، درّب خلالها عدة أندية وجميعها من إسبانيا وهم نادي خيمناستيك ورسينغ سانتاندر (درّب الفريق الأول والرديف)، وليفانتي ونادي مايوركا وسبورتينغ خيخون وفي صيف 2012 انتقل إلى نادي فياريال إلا أن المنية وافته بعد انتقاله بيوم واحد.

## إنجازاته
لم يحقق أي لقب أو بطولة كلاعب أو كمدرب ولكن أكثر ما اشتهر به هو تحطيمه لرقم جوزيه مورينهو بعد أن أوقف رقمه الخاص في عدم الخسارة على أرضه الذي استمر من عام 2002 إلى 2 إبريل 2011 والذي استمر رقمه خلال 9 سنوات مع أندية مختلفة مثل بورتو، إنتر ميلان، تشيلسي وريال مدريد. بريسيادو أوقف سلسلة إنتصارت مورينهو بعد أن فاز عليه مع نادي سبورتينغ خيخون ضد ريال مدريد في السانتياغو برنابيو ملعب ريال مدريد بنتيجة 1-0 لخيخون سجّله اللاعب ميغيل ديلاس كويفاس في الجولة التاسعة والعشرين من الدوري الإسباني لموسم 10-2011.

## وفاته
توفي يوم 6 يونيو 2012 بعد إصابته بجلطة قلبية وذلك بعد يوم واحد من تعيينه مدرباً لفياريال.

## روابط خارجية
- مانويل بريسيادو على موقع قاعدة بيانات كرة القدم.إي يو (الإنجليزية)
- مانويل بريسيادو على موقع عالم كرة القدم.نت (الإنجليزية)